# Конотопська сільська рада
Коното́пська сільська́ ра́да — адміністративно-територіальна одиниця та орган місцевого самоврядування в Городнянському районі Чернігівської області. Адміністративний центр — село Конотоп.

## Загальні відомості
Конотопська сільська рада утворена у 1989 році.
05.02.1965 Указом Президії Верховної Ради Української РСР передано сільради: Бутівську та Конотопську Щорського району до складу Городнянського району.
- Територія ради: 34,72 км²
- Населення ради: 562 особи (станом на 2001 рік)

## Населені пункти
Сільській раді були підпорядковані населені пункти:
- с. Конотоп

## Склад ради
Рада складалася з 12 депутатів та голови.
- Голова ради: Колодько Сергій Михайлович
- Секретар ради: Богдан Наталія Василівна

### Керівний склад попередніх скликань
| Прізвище, ім'я, по батькові | Основні відомості                                                 | Дата обрання | Дата звільнення |
| --------------------------- | ----------------------------------------------------------------- | ------------ | --------------- |
| Колодько Сергій Михайлович  | Сільський голова, 1978 року народження, освіта вища, безпартійний | 26.03.2006   | 31.10.2010      |
| Колодько Сергій Михайлович  | Сільський голова, 1978 року народження, освіта вища, безпартійний | 31.10.2010   |                 |

Примітка: таблиця складена за даними сайту Верховної Ради України

### Депутати
За результатами місцевих виборів 2010 року депутатами ради стали:

#### За суб'єктами висування
| Суб'єкт висування | Кількість обраних депутатів | %    |
| ----------------- | --------------------------- | ---- |
| Самовисування     | 6                           | 50   |
| Партія регіонів   | 3                           | 25   |
| Народна партія    | 2                           | 16,7 |
| Єдиний Центр      | 1                           | 8,3  |

#### За округами
| № округу        | Прізвище, ім'я, по батькові   | Дата визнання обраним | Освіта             | Партійна приналежність                        | Відомості про обраного депутата                     |
| --------------- | ----------------------------- | --------------------- | ------------------ | --------------------------------------------- | --------------------------------------------------- |
| Єдиний Центр    |                               |                       |                    |                                               |                                                     |
| 8               | Масляна Валентина Іванівна    | 05.11.2010            | вища               | член Єдиного Центру                           | пенсіонер                                           |
| Народна Партія  |                               |                       |                    |                                               |                                                     |
| 9               | Богдан Наталія Василівна      | 05.11.2010            | середня спеціальна | член Народної партії                          | Конотопська сільська рада, секретар                 |
| 10              | Негода Валентина Федорівна    | 05.11.2010            | середня            | член Народної партії                          | філія «Ощадбанк», контролер                         |
| Партія регіонів |                               |                       |                    |                                               |                                                     |
| 1               | Богдан Михайло Лукич          | 05.11.2010            | середня спеціальна | позапартійний                                 | пенсіонер                                           |
| 2               | Богдан Алла Василівна         | 05.11.2010            | середня спеціальна | член Партії регіонів                          | Конотопська сільська рада, бухгалтер                |
| 7               | Колодько Любов Іллівна        | 05.11.2010            | середня спеціальна | член Партії регіонів                          | фельдшерсько-акушерський пунктс. Конотоп, заступник |
| Самовисування   |                               |                       |                    |                                               |                                                     |
| 3               | Кислуха Тетяна Миколаївна     | 05.11.2010            | середня спеціальна | позапартійна                                  | пенсіонер                                           |
| 4               | Богдан Валентина Петрівна     | 05.11.2010            | середня            | позапартійна                                  | тимчасово не працює                                 |
| 5               | Кислуха Володимир Миколайович | 05.11.2010            | середня спеціальна | позапартійний                                 | АК «Снов», зоотехнік                                |
| 6               | Сурмило Надія Федотівна       | 05.11.2010            | середня            | позапартійна                                  | тимчасово не працює                                 |
| 11              | Рева Олександр Михайлович     | 05.11.2010            | середня            | позапартійний                                 | тимчасово не працює                                 |
| 12              | Кутик Любов Михайлівна        | 05.11.2010            | середня            | член Всеукраїнського об'єднання «Батьківщина» | Конотопська загальноосвітня школа, техпрацівник     |